# Thalassiosira
Genre
Thalassiosira est un genre de diatomées de la famille des Thalassiosiraceae.

## Liste d'espèces
Selon AlgaeBase (6 février 2019) :
- Thalassiosira aculeata Proshkina-Lavrenko
- Thalassiosira adeliae Manguin (Sans vérification)
- Thalassiosira aestivalis Gran
- Thalassiosira allenii Takano
- Thalassiosira ambigua O.G.Kozlova
- Thalassiosira andamanica A.D.Gedde
- Thalassiosira angulata (W.Gregory) Hasle
- Thalassiosira angustelineata (A.W.F.Schmidt) G.Fryxell & Hasle
- Thalassiosira antarctica Comber
- Thalassiosira antarctica Karsten (Statut incertain)
- Thalassiosira antiqua (Grunow) Proshkina-Lavrenko (Sans vérification)
- Thalassiosira australiensis (Grunow) G.R.Hasle
- Thalassiosira australis M.Peragallo
- Thalassiosira azovica Gogorev & Kovaleva
- Thalassiosira baldaufii P.Bodén
- Thalassiosira baltica (Grunow) Ostenfeld
- Thalassiosira binata Fryxell
- Thalassiosira bipora M.Shiono
- Thalassiosira bradburyi Khursevich & Kociolek
- Thalassiosira bramaputrae (Ehrenberg) Håkansson & Locker
- Thalassiosira brunii F.Akiba & Y.Yanagisawa
- Thalassiosira bulbosa E.E.Syvertsen
- Thalassiosira bungerensis Gogorev & Pushina (Sans vérification)
- Thalassiosira burckliana H.J.Schrader
- Thalassiosira californica Y.Tanimura
- Thalassiosira caspica I.V.Makarova
- Thalassiosira catharinensis García
- Thalassiosira cedarkeyensis A.K.S.K.Prasad
- Thalassiosira centra M.Shiono
- Thalassiosira complicata R.Gersonde
- Thalassiosira concava H.J.Semina
- Thalassiosira concaviuscula Makarova
- Thalassiosira condensata Cleve
- Thalassiosira conferta Hasle
- Thalassiosira convexa V.V.Muchina
- Thalassiosira coronifera Proshkina-Lavrenko
- Thalassiosira cryophila Kisselev
- Thalassiosira cuitzeonensis I.Israde, K.Serieyssol & F.Gasse
- Thalassiosira curviseriata Takano
- Thalassiosira decipiens (Grunow ex Van Heurck) E.G.Jørgensen
- Thalassiosira delicata (J.A.Barron) F.Akiba (Sans vérification)
- Thalassiosira delicatula Ostenfeld
- Thalassiosira densannula Hasle & Fryxell
- Thalassiosira depressa M.Shiono
- Thalassiosira depressa Shiono
- Thalassiosira dichotomica (O.G.Kozlova) G.A.Fryxell & G.R.Hasle
- Thalassiosira diporocyclus Hasle
- Thalassiosira dispar (M.Peragallo & J.Héribaud) K.Serieyssol (Statut incertain)
- Thalassiosira dolmatovae Oreshkina ex A.Gladenkov
- Thalassiosira dubia Leuduger-Fortmorel
- Thalassiosira dubiosa H.J.Schrader
- Thalassiosira duostra C.Pienaar
- Thalassiosira eccentrica (Ehrenberg) Cleve
- Thalassiosira echinata H.J.Semina
- Thalassiosira elliptipora J.Fenner ex A.D.Mahood & J.A.Barron
- Thalassiosira elsayedii Fryxell
- Thalassiosira exceptiuncula M.Shiono
- Thalassiosira exceptiuncula Shiono
- Thalassiosira exigua G.Fryxell & Hasle
- Thalassiosira fasciculata D.M.Harwood & T.Maruyama
- Thalassiosira faurii (Gasse) Hasle
- Thalassiosira favosa Makarova (Statut incertain)
- Thalassiosira feibelii Brindle & J.Mohan
- Thalassiosira ferelineata Hasle & G.A.Fryxell
- Thalassiosira flexuosa (J.Brun) F.Akiba & Y.Yanagisawa
- Thalassiosira fraga H.J.Schrader
- Thalassiosira fragilis G.Fryxell
- Thalassiosira frenguelliopsis G.A.Fryxell & J.R.Johans
- Thalassiosira fryxelliae Sunesen & Sar
- Thalassiosira gasseae Brindle & J.Mohan
- Thalassiosira gerloffii Rivera Ramirez
- Thalassiosira gersondei J.A.Barron
- Thalassiosira gessneri Hustedt
- Thalassiosira gracilis (Karsten) Hustedt
- Thalassiosira gravida Cleve
- Thalassiosira grunowii F.Akiba & Y.Yanagisawa
- Thalassiosira hasleae Cassie & Dempsey
- Thalassiosira hendeyi Hasle & G.Fryxell
- Thalassiosira hibernalis A.M.Gayoso
- Thalassiosira hispida Syvertsen
- Thalassiosira hyalina (Grunow) Gran
- Thalassiosira hydra A.M.Gombos
- Thalassiosira hyperborea (Grunow) Hasle
- Thalassiosira ignota Makarova
- Thalassiosira incerta I.V.Makarova
- Thalassiosira insigna (A.P.Jousé) D.M.Harwood & T.Maruyama
- Thalassiosira intrannula Herzig & Fryxell
- Thalassiosira inura R.Gersonde
- Thalassiosira iraidae Khursevich & Kociolek
- Thalassiosira irregulata H.J.Schrader
- Thalassiosira jouseae F.Akiba
- Thalassiosira kanayae Y.Tanimura
- Thalassiosira khursevichiae D.Bennett, Laslandes, & Kociolek
- Thalassiosira kolbei (A.P.Jousé) R.Gersonde (Sans vérification)
- Thalassiosira kozlovii Makarova (Statut incertain)
- Thalassiosira kushirensis H.Takano
- Thalassiosira labimarginata P.Bodén
- Thalassiosira lacustris (Grunow) G.R.Hasle
- Thalassiosira laevis Y.H.Gao & Z.D.Cheng
- Thalassiosira latimarginata Makarova
- Thalassiosira lentiginosa (Janisch) Fryxell
- Thalassiosira leptopus (Grunow) Hasle & G.Fryxell
- Thalassiosira levanderi Van Goor
- Thalassiosira licea G.Fryxell
- Thalassiosira lineata Jousé
- Thalassiosira lineoides Herzig & Fryxell
- Thalassiosira livingstoniorum A.K.S.K.Prasad, P.Hargraves & J.A.Nienow
- Thalassiosira longifultoportulata R.M.Gogorev & Z.V.Pushina
- Thalassiosira lundiana Fryxell
- Thalassiosira lusca H.J.Schrader
- Thalassiosira maculata G.A.Fryxell & J.R.Johansen
- Thalassiosira mahoodii J.A.Barron
- Thalassiosira makarovae V.V.Mukhina
- Thalassiosira mala Takano
- Thalassiosira manifesta Sheshukova-Poretskaya
- Thalassiosira margaritae (Frenguelli & Orlando) O.G.Kozlova (Sans vérification)
- Thalassiosira mediaconvexa H.J.Schrader
- Thalassiosira mediterranea (Schröder) Hasle
- Thalassiosira mendiolana Hasle & Heimdal
- Thalassiosira minicosmica Lee & Park
- Thalassiosira minima Gaarder
- Thalassiosira minuscula Krasske
- Thalassiosira miocenica H.J.Schrader
- Thalassiosira mioplicata F.Akiba & Y.Yanagisawa
- Thalassiosira mirniae Jousé (Statut incertain)
- Thalassiosira moholensis (H.J.Schrader) F.Akiba & Y.Yanagisawa (Sans vérification)
- Thalassiosira multipora M.C.Whiting & H.Schrader
- Thalassiosira nana Lohmann
- Thalassiosira nanolineata (A.Mann) Fryxell & Hasle
- Thalassiosira nativa Sheshukova-Poretzkaya
- Thalassiosira nidulus (Tempère & Brun) Jousé (Statut incertain)
- Thalassiosira nodulolineata (Hendey) Hasle & Fryxell
- Thalassiosira nordenskioeldii Cleve (espèce type)
- Thalassiosira obica Kozlova (Statut incertain)
- Thalassiosira oceanica Hasle
- Thalassiosira oestrupii (Ostenfeld) Proschkina-Lavrenko ex Hasle (Statut incertain)
- Thalassiosira oliveriana (O'Meara) I.V.Makarova & V.A.Nikolajev
- Thalassiosira oranica G.R.Hasle
- Thalassiosira ornata Proshkina-Lavrenko
- Thalassiosira pacifica Gran & Angst
- Thalassiosira partheneia Schrader
- Thalassiosira parva Proshkina-Lavrenko
- Thalassiosira perispinosa Y.Tanimura
- Thalassiosira planiuscula (Rattray) D.M.Harwood & T.Maruyama (Sans vérification)
- Thalassiosira plicata H.J.Schrader
- Thalassiosira plicatoides (Simonsen) F.Akiba & Y.Yanagisawa (Sans vérification)
- Thalassiosira poroirregulata Hasle & Heimdal
- Thalassiosira praeconvexa Burckle
- Thalassiosira praefraga Gladenkov & Barron
- Thalassiosira praegracilis Gogorev & Pushina
- Thalassiosira praenidulus F.Akiba
- Thalassiosira praeyabei (Simonsen) F.Akiba & Y.Yanagisawa (Sans vérification)
- Thalassiosira primalabiata A.M.Gombos
- Thalassiosira profunda (Hendey) Hasle
- Thalassiosira pseudomultipora Makarova (Statut incertain)
- Thalassiosira pseudonana Hasle & Heimdal
- Thalassiosira punctifera (Grunow) Fryxell, Simonsen & Hasle
- Thalassiosira punctigera (Castracane) Hasle
- Thalassiosira rosulata Takano (Sans vérification)
- Thalassiosira rudolfii (Bachmann) Hasle
- Thalassiosira sackettii Fryxell
- Thalassiosira salvadoriana Hustedt
- Thalassiosira sancettae F.Akiba
- Thalassiosira scotia Fryxell & Hoban
- Thalassiosira scrotiformis G.W.Chen & S.B.Qian
- Thalassiosira simonsenii Hasle & G.Fryxell
- Thalassiosira simplex Hustedt
- Thalassiosira spicula Kozlova (Statut incertain)
- Thalassiosira spinosa H.J.Schrader
- Thalassiosira strelnikovae I.V.Makarova
- Thalassiosira striata D.M.Harwood & T.Maruyama
- Thalassiosira subsalina Proshkina-Lavrenko
- Thalassiosira subtilis (Ostenfeld) Gran
- Thalassiosira sundarbana Samanta & Bhadury
- Thalassiosira symbolophora H.J.Schrader
- Thalassiosira symmetrica G.A.Fryxell & Hasle
- Thalassiosira tealata Takano
- Thalassiosira temperei (J.Brun) F.Akiba & Y.Yanagisawa (Statut incertain)
- Thalassiosira tenera Proschkina-Lavrenko
- Thalassiosira thailandica Boonyapiwat
- Thalassiosira torokina Brady
- Thalassiosira transitoria Y.Tanimura
- Thalassiosira tubifera Fryxell
- Thalassiosira tumida (Janisch) Hasle
- Thalassiosira ulna Kozlova (Statut incertain)
- Thalassiosira umaoiensis F.Akiba
- Thalassiosira urahoroensis F.Akiba
- Thalassiosira variabilis I.V.Makarova
- Thalassiosira visurgis Hustedt
- Thalassiosira voeringensis Boden (Sans vérification)
- Thalassiosira vulnifica (Gombos) Fenner
- Thalassiosira webbii D.M.Harwood & T.Maruyama
- Thalassiosira wongii Mahood
- Thalassiosira yabei (T.Kanaya) F.Akiba & Y.Yanagisawa
- Thalassiosira yunnaniana Khursevich & Kociolek
- Thalassiosira zabelinae Jousé

Selon Catalogue of Life (6 février 2019) :
- Thalassiosira adeliae Manguin
- Thalassiosira aestivalis
- Thalassiosira angulata (Gregory, 1857) Hasle, 1978
- Thalassiosira angustelineata (A. Schmidt) G. Fryxell & Hasle, 1977
- Thalassiosira antarctica
- Thalassiosira antiqua
- Thalassiosira baltica
- Thalassiosira binata Fryxell
- Thalassiosira bioculata
- Thalassiosira bramaputrae (Ehrenb.) Håk. & Locker
- Thalassiosira condensata
- Thalassiosira conferta
- Thalassiosira constricta
- Thalassiosira decipiens
- Thalassiosira delicatula Ostenfeld in Borgert, 1908
- Thalassiosira eccentrica
- Thalassiosira elsayedii Fryxell, 1975
- Thalassiosira fallax
- Thalassiosira faurii
- Thalassiosira gracilis (Karsten) Hustedt
- Thalassiosira gravida
- Thalassiosira guillardii Hasle
- Thalassiosira hispida Syvertsen
- Thalassiosira hyalina
- Thalassiosira incerta Marakova
- Thalassiosira japonica
- Thalassiosira kryophila
- Thalassiosira lentiginosa (Janisch) G. Fryxell
- Thalassiosira leptopus
- Thalassiosira levanderi Van Goor
- Thalassiosira lineata Jousé
- Thalassiosira mala
- Thalassiosira mendiolana
- Thalassiosira minima Gaarder, 1951
- Thalassiosira minuscula
- Thalassiosira nana
- Thalassiosira nidulus
- Thalassiosira nordenskioeldii Cleve, 1873
- Thalassiosira oestrupii
- Thalassiosira oliverana (O'Meara) Sournia
- Thalassiosira pacifica
- Thalassiosira polychorda
- Thalassiosira profunda
- Thalassiosira pseudonana Hasle & Heim.
- Thalassiosira punctigera Castracane, 1886) Hasle, 1983
- Thalassiosira rotula
- Thalassiosira rudolfii
- Thalassiosira simplex Hust.
- Thalassiosira subtilis
- Thalassiosira tcherniai Manguin
- Thalassiosira tumida (Janisch) Hasle
- Thalassiosira visurgis Hust.
- Thalassiosira weissflogii (Grunow) Fryxell & Hasle

Selon ITIS (6 février 2019) :
- Thalassiosira adeliae Manguin
- Thalassiosira aestivalis
- Thalassiosira angulata (Gregory, 1857) Hasle, 1978
- Thalassiosira angustelineata (A. Schmidt) G. Fryxell & Hasle, 1977
- Thalassiosira antarctica
- Thalassiosira antiqua
- Thalassiosira baltica
- Thalassiosira binata Fryxell
- Thalassiosira bioculata
- Thalassiosira bramaputrae (Ehrenb.) Håk. & Locker
- Thalassiosira condensata
- Thalassiosira conferta
- Thalassiosira constricta
- Thalassiosira decipiens
- Thalassiosira delicatula Ostenfeld in Borgert, 1908
- Thalassiosira eccentrica
- Thalassiosira elsayedii Fryxell, 1975
- Thalassiosira fallax
- Thalassiosira faurii
- Thalassiosira gracilis (Karsten) Hustedt
- Thalassiosira gravida
- Thalassiosira guillardii Hasle
- Thalassiosira hispida Syvertsen
- Thalassiosira hyalina
- Thalassiosira incerta Marakova
- Thalassiosira japonica
- Thalassiosira kryophila
- Thalassiosira lentiginosa (Janisch) G. Fryxell
- Thalassiosira leptopus
- Thalassiosira levanderi Van Goor
- Thalassiosira lineata Jousé
- Thalassiosira mala
- Thalassiosira mendiolana
- Thalassiosira minima Gaarder, 1951
- Thalassiosira minuscula
- Thalassiosira nana
- Thalassiosira nidulus
- Thalassiosira nordenskioeldii Cleve, 1873
- Thalassiosira oestrupii
- Thalassiosira oliverana (O'Meara) Sournia
- Thalassiosira pacifica
- Thalassiosira polychorda
- Thalassiosira profunda
- Thalassiosira pseudonana Hasle & Heim.
- Thalassiosira punctigera Castracane, 1886) Hasle, 1983
- Thalassiosira rotula
- Thalassiosira rudolfii
- Thalassiosira simplex Hust.
- Thalassiosira subtilis
- Thalassiosira tcherniai Manguin
- Thalassiosira tumida (Janisch) Hasle
- Thalassiosira visurgis Hust.
- Thalassiosira weissflogii (Grunow) Fryxell & Hasle

Selon World Register of Marine Species (6 février 2019) :
- Thalassiosira aculeata Proshkina-Lavrenko, 1956
- Thalassiosira adamsi Mertz, 1966
- Thalassiosira adeliae Manguin, 1957
- Thalassiosira aestivalis Gran, 1931
- Thalassiosira affinis Makarova, 1961
- Thalassiosira allenii Takano, 1965
- Thalassiosira ambigua O.G.Kozlova, 1962
- Thalassiosira andamanica A.D.Gedde, 1999
- Thalassiosira annaliae Voltolina, 1971
- Thalassiosira antarctica Comber, 1896
- Thalassiosira antarctica Karsten, 1905
- Thalassiosira antiqua (Grunow) Cleve
- Thalassiosira atlantica Goryanova, 1958
- Thalassiosira aurivillii Cleve, 1901
- Thalassiosira australis M.Peragallo, 1921
- Thalassiosira baldaufii Boden, 1993
- Thalassiosira baltica (Grunow) Ostenfeld, 1901
- Thalassiosira binata Fryxell, 1977
- Thalassiosira bingensis Takano, 1980
- Thalassiosira bioculata (Grunow) Ostenfeld, 1903
- Thalassiosira bipora M. Shiono, 2000
- Thalassiosira borealis Koizumi, 1980
- Thalassiosira brunii Akiba & Yangisawa, 1985
- Thalassiosira bukryi Barron, 1983
- Thalassiosira bulbosa Syvertsen in Syvertsen & Hasle, 1984
- Thalassiosira bungerensis R.M. Gogorev & Z.V. Pushina in Gogorev & al., 2010
- Thalassiosira burckliana Schrader, 1974
- Thalassiosira californica Tanimura, 1996
- Thalassiosira cardiophora Round, 1988
- Thalassiosira caspica Makarova, 1959
- Thalassiosira castanea Akiba & Yanagisawa, 1998
- Thalassiosira catharinensis M. Garcia in M. Garcia & D. Bärwaldt Dutra, 2016
- Thalassiosira cedarkeyensis A.K.S.K.Prasad, 1993
- Thalassiosira centra M. Shiono, 2000
- Thalassiosira chilensis Krasske, 1941
- Thalassiosira clevei Gran, 1897
- Thalassiosira complicata Gersonde, 1991
- Thalassiosira concava Semina, 1991
- Thalassiosira concaviuscula I.V.Makarova, 1978
- Thalassiosira condensata Cleve, 1900
- Thalassiosira conferta Hasle, 1977
- Thalassiosira confusa Makarova, 1975
- Thalassiosira congoi Leuduger-Fortmorel, 1898
- Thalassiosira constricta Gaarder, 1938
- Thalassiosira convexa V.V.Muchina, 1965
- Thalassiosira coramandeliana Subrahmanyan, 1946
- Thalassiosira coromandeliana Subrahmanyan, 1946
- Thalassiosira coronata Gaarder, 1951
- Thalassiosira coronata Proschkina-Lavrenko, 1955
- Thalassiosira coronifera Proschkina-Lavrenko, 1961
- Thalassiosira cretacea Deflandre, 1941
- Thalassiosira cryophila Kisselev, 1931
- Thalassiosira cuitzeonensis I.Israde, K.Serieyssol & F.Gasse, 1998 †
- Thalassiosira curiosa Hajós, 1973
- Thalassiosira curviseriata Takano, 1981
- Thalassiosira decipiens (Grunow) E.G.Jørgensen, 1905
- Thalassiosira decorata Cleve-Euler, 1941
- Thalassiosira decrescens Skabichevskaya, 1984
- Thalassiosira delicatissima Proschkina-Lavrenko, 1960
- Thalassiosira delicatula Hustedt, 1958
- Thalassiosira delicatula Ostenfeld, 1908
- Thalassiosira densannula Hasle & Fryxell, 1977
- Thalassiosira depressa M. Shiono, 2000 †
- Thalassiosira diporocyclus Hasle, 1972
- Thalassiosira distans Pouchet, 1891
- Thalassiosira dolmatovae Oreshkina ex A.Gladenkov, 2013 †
- Thalassiosira dubia Kozlova, 1962
- Thalassiosira dubia Leuduger-Fortmorel, 1892
- Thalassiosira dubiosa Schrader in Schrader & Fenner, 1976
- Thalassiosira duostra C.Pienaar, 1990
- Thalassiosira eccentrica (Ehrenberg) Cleve, 1904
- Thalassiosira echinata Semina in Semina & Fryxell, 1994
- Thalassiosira elliptipora (Donahue) Fenner, 1991
- Thalassiosira elliptipora J.Fenner ex A.D.Mahood & J.A.Barron
- Thalassiosira elsayedii Fryxell, 1975
- Thalassiosira endoseriata Hasle & G.Fryxell, 1977
- Thalassiosira excentrica Karsten, 1905
- Thalassiosira exceptiuncula Shiono
- Thalassiosira exigua G.Fryxell & Hasle, 1977
- Thalassiosira expecta VanLandingham, 1978
- Thalassiosira fallax Kozlova, 1962
- Thalassiosira fallax Meunier, 1910
- Thalassiosira fasciculata Harwood & Maruyama, 1992
- Thalassiosira favosa Makarova in Makarova & Sukhanova, 1998
- Thalassiosira feibelii Brindle & Mohan in Brindle & al., 2018 †
- Thalassiosira ferelineata Hasle & G.A.Fryxell, 1977
- Thalassiosira flexuosa (J.Brun) F.Akiba & Y.Yanagisawa
- Thalassiosira fraga Schrader in Schrader & Fenner, 1976
- Thalassiosira fragilis G. Fryxell in Fryxell, Gould & Watkins, 1984
- Thalassiosira frenguelli Kozlova, 1964
- Thalassiosira frenguellii O.G.Kozlova, 1964
- Thalassiosira frenguelliopsis G.A.Fryxell & J.R.Johans, 1985
- Thalassiosira frigida Cleve-Euler, 1917
- Thalassiosira frigida Cleve-Euler, 1942
- Thalassiosira fryxelliae Sunesen & Sar, 2004
- Thalassiosira gasseae Brindle & Mohan in Brindle & al., 2018 †
- Thalassiosira gelatinosa Hensen, 1887
- Thalassiosira gelatinosus Lemmermann, 1899
- Thalassiosira gerloffii Rivera, 1981
- Thalassiosira gersondei Barron in Baldauf & Barron, 1991
- Thalassiosira gessneri Hustedt, 1956
- Thalassiosira gravida Cleve, 1896
- Thalassiosira grunowii Akiba & Yanagisawa, 1985
- Thalassiosira guillardii Hasle, 1978
- Thalassiosira hasleae Cassie & Dempsey, 1980
- Thalassiosira haynaldiella Jousé, 1961
- Thalassiosira hendeyi Hasle & G.Fryxell, 1977
- Thalassiosira heteromera Makarova, 1975
- Thalassiosira hibernalis Gayoso, 1989
- Thalassiosira hispanica Paulsen, 1930 (1931)
- Thalassiosira hispida Syvertsen, 1986
- Thalassiosira hyalina (Grunow) Gran, 1897
- Thalassiosira hyalinopsis Barron, 1975
- Thalassiosira hydra Gombos in Gombos & Ciesielski, 1983
- Thalassiosira hyperborea (Grunow) Hasle in Hasle & Lange, 1989
- Thalassiosira ignota Makarova, 1975
- Thalassiosira incerta Makarova, 1961
- Thalassiosira indefinita Jousé, 1959
- Thalassiosira indica Kazarina, 1978
- Thalassiosira intermedia Makarova, 1988
- Thalassiosira intrannula Herzig & Fryxell, 1986
- Thalassiosira inura Gersonde, 1991
- Thalassiosira irregulata Schrader in Schrader & Fenner, 1976
- Thalassiosira jacksonii Koizumi & Barron in Koizumi, 1980
- Thalassiosira japonica Kisselev, 1935
- Thalassiosira jouseae Akiba, 1985
- Thalassiosira kanayae Tanimura, 1996
- Thalassiosira karenae Semina, 1981
- Thalassiosira khursevicha Laslandes & Kociolek in Kociolek & al., 2014
- Thalassiosira kozlovii Makarova, 1971
- Thalassiosira kushirensis Takano, 1985
- Thalassiosira labimarginata Bodén, 1993
- Thalassiosira laevis Gao & Cheng, 1992
- Thalassiosira latimarginata Makarova, 1975
- Thalassiosira leptopus (Grunow ex Van Heurck) Hasle & G.Fryxell, 1977
- Thalassiosira levanderi van Goor, 1924
- Thalassiosira licea G.Fryxell, 1978
- Thalassiosira lindstroemii Boden, 1992
- Thalassiosira lineata Jousé, 1968
- Thalassiosira lineoides Herzig & Fryxell, 1986
- Thalassiosira livingstoniorum A.K.S.K.Prasad, P.Hargraves & J.A.Nienow, 2011
- Thalassiosira longifultoportulata R.M.Gogorev & Z.V.Pushina, 2010 †
- Thalassiosira longissima Cleve, 1906-1908
- Thalassiosira lundiana Fryxell, 1975
- Thalassiosira lusca Schrader in Schrader & Fenner, 1976
- Thalassiosira maculata G.A.Fryxell & J.R.Johansen, 1985
- Thalassiosira maeotica Proschkina-Lavrenko, 1960
- Thalassiosira mahoodii Barron in Baldauf & Barron, 1991
- Thalassiosira makarovae Mukhina, 1978
- Thalassiosira mala Takano, 1965
- Thalassiosira manifesta Sheshukova-Poretskaya, 1961
- Thalassiosira manifesta Sheshukova-Poretzkaja, 1964
- Thalassiosira manifesta Sheshukova-Poretzky emend Makarova in Gleser, Makarova, Moiseeva & Nikolaev, 1988
- Thalassiosira marginata Venkataraman, 1939
- Thalassiosira marujamica Sheshukova-Poretzkaya, 1959
- Thalassiosira marujamica Sheshukova-Poretzky emend Makarova in Gleser, Makarova, Moiseeva & Nikolaev, 1988
- Thalassiosira mediaconvexa Schrader in Schrader & Fenner, 1976
- Thalassiosira mendiolana Hasle & Heimdal, 1970
- Thalassiosira minicosmica Lee & Park, 2015
- Thalassiosira minima Gaarder, 1951
- Thalassiosira minima Mertz, 1966
- Thalassiosira minuscula Krasske, 1941
- Thalassiosira minutissima Oreshkina in Barron & Gladenkov, 1995
- Thalassiosira miocenica Schrader, 1974
- Thalassiosira mioplicata Akiba & Yanagisawa, 1985
- Thalassiosira mirniae Jousé, 1962
- Thalassiosira mirnyi Jousé, 1965
- Thalassiosira mizunamiensis Yanagisawa, 1993
- Thalassiosira monile Cleve, 1900 (1901)
- Thalassiosira monoporocyclus Hasle, 1972
- Thalassiosira multipora Whiting & Schrader, 1985
- Thalassiosira nana Lohmann, 1908
- Thalassiosira nansenii Scherer & Koc, 1996
- Thalassiosira nativa Sheshukova-Poretskaya, 1964
- Thalassiosira nevadica Khursevich & Van Landingham, 1993
- Thalassiosira nitzschioides (Grunow) Mereschkowsky, 1902
- Thalassiosira nitzschioides Derjugin, K.M., 1915
- Thalassiosira nordenskioeldii Cleve, 1873
- Thalassiosira nordenskioldii Cleve emend Berg, 1952
- Thalassiosira obica Kozlova, 1967
- Thalassiosira oceanica Hasle, 1983
- Thalassiosira oliverana
- Thalassiosira oliveriana (O'Meara) I.V.Makarova & V.A.Nikolajev, 1983
- Thalassiosira opposita Koizumi, 1980
- Thalassiosira oranica Hasle, 1985
- Thalassiosira ordinaria Makar, 1977
- Thalassiosira orientalis Sheshukova-Poretzky emend Makarova in Gleser, Makarova, Moiseeva & Nikolaev, 1988
- Thalassiosira orientalis Sheshukova-Porezkaya, 1959
- Thalassiosira ornata Proshkina-Lavrenko, 1959
- Thalassiosira ostenfeldii Cleve-Euler, 1951
- Thalassiosira pacifica Gran & Angst, 1931
- Thalassiosira partheneia Schrader, 1972
- Thalassiosira parva Proschkina-Lavrenko, 1955
- Thalassiosira parvula Makarova, 1977
- Thalassiosira perispinosa Tanimura, 1996
- Thalassiosira perpusilla Kozlova, 1967
- Thalassiosira plicata Schrader, 1974
- Thalassiosira poro-irregulata Hasle & Heimdal, 1970
- Thalassiosira porosiroides Makarova, 1991
- Thalassiosira praeconvexa Burckle emend Gersonde & Schrader, 1984
- Thalassiosira praeconvexa Burckle, 1972
- Thalassiosira praefraga Gladenkov & Barron, 1995 †
- Thalassiosira praekryophila Oreshkina in Oreshkina & Vitukhin, 1987
- Thalassiosira praenidulus Akiba, 1985
- Thalassiosira praeoestrupii M.P.Dumont, J.G.Baldauf & J.A.Barron, 1986 †
- Thalassiosira primalabiata Gombos in Gombos & Ciesielski, 1983
- Thalassiosira proschkinae Makarova, 1979
- Thalassiosira pseudomultipora Makarova, 1990
- Thalassiosira pseudonana Hasle & Heimdal, 1970
- Thalassiosira pulchella Takano, 1963
- Thalassiosira punctata Jousé, 1959
- Thalassiosira punctata Jousé, 1961
- Thalassiosira punctatus Venkataraman, 1941
- Thalassiosira regulata Kazarina, 1978
- Thalassiosira rosulata Takano, 1985
- Thalassiosira rotula Meunier, 1910
- Thalassiosira sackettii G. Fryxell, 1977
- Thalassiosira salvadoriana Hustedt, 1956
- Thalassiosira sancettae Akiba, 1985
- Thalassiosira sarmatica Hajós, 1973
- Thalassiosira saturni Lohmann, 1908
- Thalassiosira scotia Fryxell & Hoban, 1979
- Thalassiosira sheshukovae Makarova, 1988
- Thalassiosira simonsenii Hasle & G.Fryxell, 1977
- Thalassiosira simplex Hustedt, 1956
- Thalassiosira singularis Sheshukova-Poretskaya, 1967
- Thalassiosira solitaria Gayoso, 1985
- Thalassiosira spicula Kozlova, 1967
- Thalassiosira spinoconvexa Akiba & Yanagisawa, 1998
- Thalassiosira spinosa H.J.Schrader, 1976
- Thalassiosira spinosa Simonsen, 1974
- Thalassiosira spinulata Takano, 1981
- Thalassiosira spumellaroides Schrader, 1976
- Thalassiosira stellaris Hasle & Guillard, 1977
- Thalassiosira strelnikoviae Makarova, 1976
- Thalassiosira striata Harwood & Maruyama, 1992
- Thalassiosira subsalina Proshkina-Lavrenko, 1955
- Thalassiosira subtilis (Ostenfeld) Gran, 1900
- Thalassiosira sundarbana B. Samanta & P. Bhadury, 2015
- Thalassiosira symbolophora Schrader, 1974
- Thalassiosira symmetrica G.A.Fryxell & Hasle, 1973
- Thalassiosira tappanae Barron, 1985
- Thalassiosira tcherniai Manguin, 1957
- Thalassiosira tealata Takano, 1980
- Thalassiosira tenera Proschkina-Lavrenko, 1961
- Thalassiosira tertiaria Sheshukova-Poretskaya, 1967
- Thalassiosira tetraoestrupii Bodén, 1993 †
- Thalassiosira thailandica Boonyapiwat in Boonyapiwat & Takano, 1986
- Thalassiosira torokina Brady, 1977
- Thalassiosira transitoria Tanimura, 1996
- Thalassiosira trifulta G.Fryxell, 1979
- Thalassiosira tropica Misra, 1956
- Thalassiosira tubifera Fryxell, 1975
- Thalassiosira ulna Kozlova, 1967
- Thalassiosira umaoiensis Akiba, 1985
- Thalassiosira urahoroensis Akiba, 1985
- Thalassiosira usachevii Jousé, 1959
- Thalassiosira usatschevii Jousé, 1961
- Thalassiosira variabilis
- Thalassiosira variantia M.Shiono, 2001 †
- Thalassiosira visurgis Hustedt, 1957
- Thalassiosira voeringensis Bodén, 1992
- Thalassiosira webbi Harwood & Maruyama, 1992
- Thalassiosira willei Henckel, 1925
- Thalassiosira wongii Mahood in Mahood, Fryxell & McMillan, 1986